# Uingasoq
Uingasoq [uˈiŋasɔq] (nach alter Rechtschreibung Uvingassoĸ) ist eine wüst gefallene grönländische Siedlung im Distrikt Upernavik in der Avannaata Kommunia.

## Lage
Uingasoq liegt auf der gleichnamigen Insel südlich der Insel Tasiusaq. Der nächstgelegene Ort ist Tasiusaq neun Kilometer nördlich.

## Geschichte
Uingasoq wurde erstmals 1798 in der Volkszählung genannt. Ebenso war der Ort 1806 bewohnt. 1850 war er zeitweilig verlassen, 1887 aber wohl wieder bewohnt. Zwischen 1901 und 1918 wurde der Wohnplatz endgültig aufgegeben. Weiteres ist nicht bekannt.